# Tatas tēs aulēs
Il tatas (in greco τατᾶς?), in maniera più formale il tatas tēs aulēs (in greco: τατᾶς τῆς αὐλῆς, traducibile come "tatas della corte") era un funzionario di giustizia bizantino attestato nei secoli XII-XIV, le cui esatte funzioni non sono chiare.
Il titolo è attestato per la prima volta nel sigillo di Giovanni Vatatze nel XII secolo ed è stato ricoperto da diversi individui nei due secoli successivi. Tuttavia, le funzioni esatte che comportava non sono chiare: secondo lo storico del XIV secolo Giorgio Pachimere, il tatas era uno dei tre principali funzionari di corte insieme al pinkernēs (coppiere imperiale) e all'epi tēs trapezēs (maestro della tavola imperiale), ma lo storico del XV secolo Ducas spiega il titolo come "pedagogo". Ciò ha indotto Ernst Stein a suggerire che egli fosse succeduto al baioulos come precettore imperiale, ipotesi respinta in seguito da Vitalien Laurent.